# (165347) Philplait
(165347) Philplait est un astéroïde de la ceinture principale.

## Description
(165347) Philplait est un astéroïde de la ceinture principale. Il fut découvert le 23 novembre 2000 à l'observatoire Junk Bond par Jeffrey S. Medkeff. Il présente une orbite caractérisée par un demi-grand axe de 2,38 UA, une excentricité de 0,14 et une inclinaison de 3,1° par rapport à l'écliptique.

## Compléments